# Gustaf Weidel
Nils Gustaf Weidel, före 1913 Johnsson, född den 7 mars 1890 i Malmö, död den 11 december 1959 i Washington, D.C., var en svensk jurist, diplomat och gymnast.

## Biografi
Gustaf Weidel var son till polisöverkonstapeln Nils Johnsson och Kersti Jönsson. Efter studentexamen vid läroverket i Malmö 1909 inskrevs Weidel samma år vid Lunds universitet där han blev filosofie kandidat 1910 och juris kandidat 1914; under studietiden var han senior i Malmö nation. Efter att ha studerat politisk ekonomi i Tyskland ägnade han sig åt kommersiell verksamhet, bland annat som VD i Continental Trading Company. Därunder studerade han ingående Sveriges handelsförbindelser med USA, Brasilien, Argentina och Chile samt vissa europeiska länder som Frankrike, Storbritannien och Spanien, som han besökte.
Efter examen blev Weidel tillförordnad tjänsteman vid Utrikesdepartementet 1921, var svensk handelsattaché och handelsråd i Washington 1922–1933 och därefter generalkonsul i New York 1933–1935. Han var därefter envoyé i Rio de Janeiro från 1936, i Lissabon från 1943 och i Kairo, Beirut och Damaskus 1951–1955.
I ungdomen var Weidel aktiv idrottsman och ingick i det vinnande svenska laget i gymnastik vid de Olympiska spelen i London 1908. Han var från 1921 gift med Louisa Pape.

## Utmärkelser
- Kommendör med stora korset av Nordstjärneorden, 6 juni 1955.[2]